# 가나조시
가나조시(仮名草子)란 일본 문학에서 에도 시대 초기에 가나 또는 가나가 섞인 문자로 적힌 근세문학의 모노가타리・실용적인 문장을 통칭한 것이다.
교훈적인 것, 실용적·계몽적인 것, 외국 문학의 번안으로 오락을 주로 한 것 등 내용이 잡다한 소설이지만 문자(文字)를 대해 보지 못했던 서민은 이 가나로 된 인쇄 서적을 가문 땅의 단비 같이 애독했다. 
명소의 안내서적인 성격에다 각지의 세상 풍속을 담은 <지쿠사이(竹齋)>, 비련(悲戀)을 묘사한 《우라미노스케(恨之介)》, 아사이 료이의 괴이 소설인 《오토기보코(御伽婢子)》, 그리고 유녀평판기(遊女評判記)인 《나니와도라(難波鉦)》 등이 대표작이다. 